# The Crater Lake Monster
The Crater Lake Monster és una 1977 pel·lícula de sèrie B de terror dirigida per William R. Stromberg per a Crown International Pictures, i protagonitzada per Richard Cardella. El guió també va ser escrit per Stromberg i Cardella, i la seva afiliació amb The Crater Lake Monster va marcar el zenit de la seua carrera.
La història gira al voltant d'un gegant plesiosaure, similar al Monstre del Llac Ness, que apareix a Crater Lake al nord de Califòrnia, a prop de Susanville (que no s'ha de confondre amb el molt més famós Crater Lake a Oregon). Quan les persones són atacades pel monstre, el Xèrif (Cardella) investiga juntament amb un grup de científics per tal d'aturar la criatura.

## Repartiment
- Richard Cardella
- Glen Roberts
- Kacey Cobb